# Casalecchio di Reno
Casalecchio di Reno is een gemeente in de Italiaanse metropolitane stad Bologna (regio Emilia-Romagna) en telt 35.300 inwoners (30-06-2013). De oppervlakte bedraagt 17,4 km², de bevolkingsdichtheid is 2030 inwoners per km².

## Demografie
Casalecchio di Reno telt ongeveer 15938 huishoudens. Het aantal inwoners daalde in de periode 1991-2001 met 4,3% volgens cijfers uit de tienjaarlijkse volkstellingen van ISTAT.

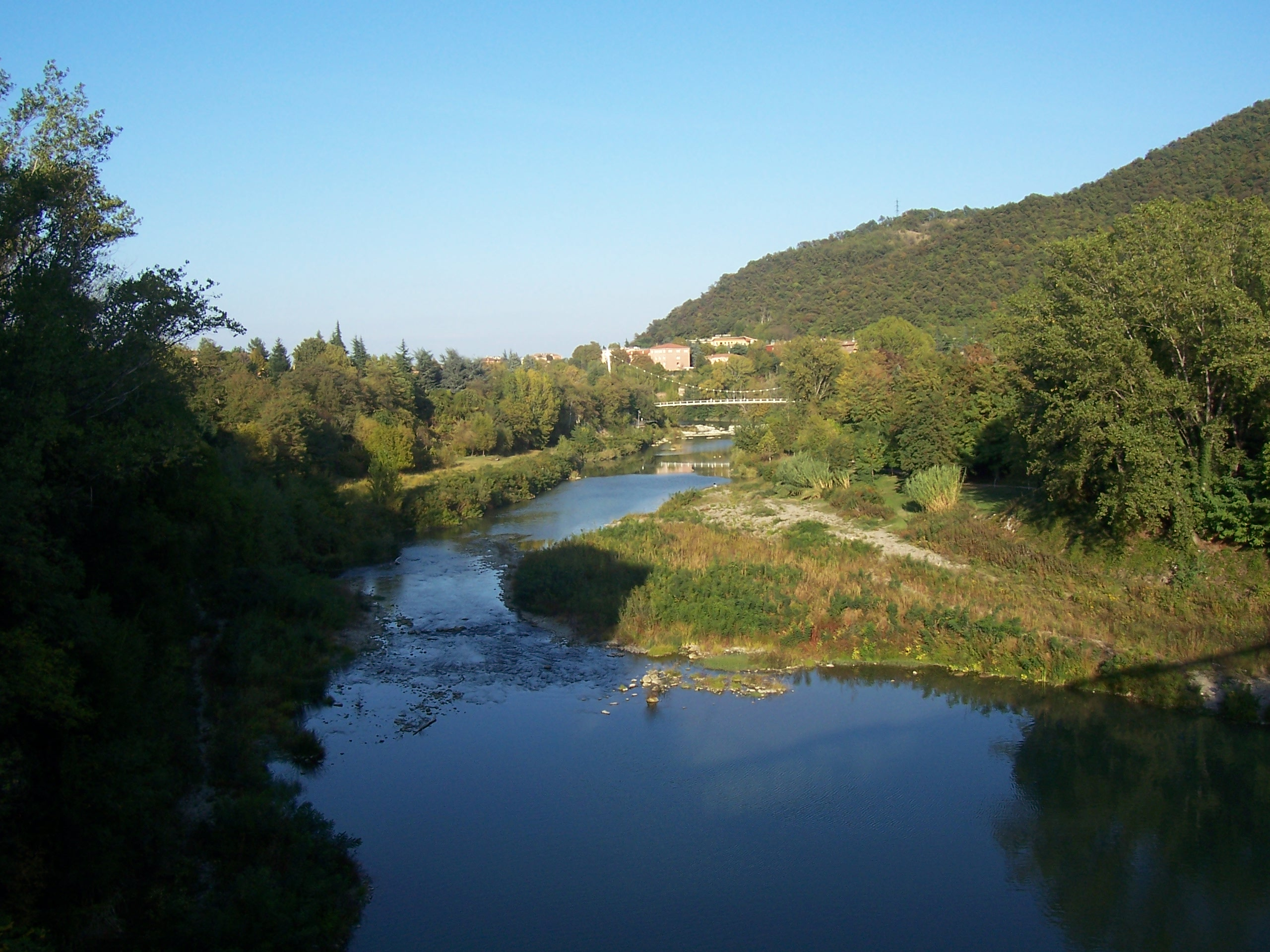
De Reno bij Casalecchio di Reno

| Jaar | Inwoneraantal |
| ---- | ------------- |
| 1991 | 34.503        |
| 2001 | 33.029        |

## Geografie
De gemeente ligt op ongeveer 61 meter boven zeeniveau.
Casalecchio di Reno grenst aan de volgende gemeenten: Bologna, Sasso Marconi, Zola Predosa.

## Partnersteden
- Trenčín (Slowakije)

## Geboren
- Marco Ballotta (3 april 1964), voetballer
- Laura Betti (1927-2004), actrice